# 1936 na política

## Eventos
- Foi realizada a Conferência Interamericana na cidade de Buenos Aires, aonde ficou estabelecido que qualquer ameaça ou ataque realizado aos países americanos, se torna um ataque a todos os membros do acordo assinado na Conferência.
- Manuel Azaña Díaz substitui Manuel Portela Valladares como presidente do governo de Espanha.
- Manuel Azaña Díaz substitui Niceto Alcalá Zamora y Torres como chefe de estado em Espanha.
- Santiago Casares Quiroga substitui Manuel Azaña Díaz como presidente do governo de Espanha.
- José Giral Pereira substitui Santiago Casares Quiroga como presidente do governo de Espanha.
- Francisco Largo Caballero substitui José Giral Pereira como presidente do governo de Espanha.
- 16 de Fevereiro - A Frente Popular vence as eleições gerais na Espanha, e Manuel Azaña torna-se primeiro-ministro, restaurando a constituição de 1931.
- 7 de março - Violando os tratados de Locarno e de Versalhes, a Alemanha reocupa a Renânia.
- 25 de Outubro - Adolf Hitler assina aliança com o ditador italiano fascista Benito Mussolini.
- 25 de Novembro - Assinatura do Pacto Anti-Komintern pela Alemanha e o Japão, acordo que tinha como objectivo a oposição ao desenvolvimento do comunismo.
- 11 de Dezembro - O Rei Eduardo VIII do Reino Unido abdica da coroa para o irmão Jorge VI.
- Ocorre a Revolta Mineira, durante o governo de Getúlio Vargas.

## Nascimentos
| Data           | Nome                             | Profissão                                                                                       | Nacionalidade             | Observações       | Ref   |
| -------------- | -------------------------------- | ----------------------------------------------------------------------------------------------- | ------------------------- | ----------------- | ----- |
| 12 de janeiro  | Émile Lahoud                     | presidente do Líbano de 1998 a 2007                                                             | França (Líbano)           |                   |       |
| 19 de janeiro  | Carlos Mário da Silva Velloso    | jurista, presidente do Supremo Tribunal Federal brasileiro de 1999 a 2001                       | Brasil                    |                   |       |
| 11 de março    | Antonin Scalia                   | juiz associado da Suprema Corte dos Estados Unidos                                              | Estados Unidos            |                   |       |
| 18 de março    | Frederik Willem de Klerk         | Presidente de Estado da África do Sul de 1989 a 1994, Vice-Presidente de 1994 a 1996            | África do Sul             | Nobel da Paz 1993 | [ 1 ] |
| 20 de abril    | Pat Roberts                      | político                                                                                        | Estados Unidos            |                   |       |
| 24 de abril    | Esther Pillar Grossi             | educadora e política                                                                            | Brasil                    |                   |       |
| 12 de maio     | Manuel Alegre                    | poeta e político                                                                                | Portugal                  |                   |       |
| 23 de maio     | Wadih Mutran                     | político                                                                                        | Brasil                    |                   |       |
| 25 de junho    | Jusuf Habibie                    | presidente da Indonésia de 1998 a 1999                                                          | Países Baixos (Indonésia) |                   |       |
| 31 de julho    | Boniface Alexandre               | presidente do Haiti de 2004 a 2006                                                              | Haiti                     |                   |       |
| 12 de agosto   | André Kolingba                   | presidente da República Centro-Africana de 1981 a 1993                                          | República Centro-Africana | m. 2010           |       |
| 2 de Setembro  | José Alberto Loureiro dos Santos | Ministro da Defesa Nacional de Portugal no IV Governo Constitucional e V Governo Constitucional | Portugal                  |                   |       |
| 19 de outubro  | Álvaro Guerra                    | político, diplomata, jornalista e escritor                                                      | Portugal                  | m. 2002           |       |
| 22 de novembro | Camilo Nogueira Román            | político e economista                                                                           | Espanha                   |                   |       |
| 28 de dezembro | Han Seung-soo                    | economista, diplomata e político (primeiro-ministro) da Coreia do Sul                           | Coreia do Sul             |                   |       |

## Mortes
| Data           | Nome                                                    | Profissão                                                 | Nacionalidade | Observações | Ref   |
| -------------- | ------------------------------------------------------- | --------------------------------------------------------- | ------------- | ----------- | ----- |
| 20 de janeiro  | Jorge V do Reino Unido (George Frederick Ernest Albert) | Rei do Reino Unido e Imperador da Índia entre 1910 e 1936 | Reino Unido   | n. 1865     |       |
| 2 de março     | Elza Fernandes                                          | militante política do Partido Comunista Brasileiro        | Brasil        | n. 1920     |       |
| 30 de abril    | Carlos José Solórzano                                   | presidente da Nicarágua de 1925 a 1926                    | Nicarágua     | n. 1860     |       |
| 28 de setembro | António Tavares Torres                                  | intelectual autodidacta e político                        | Portugal      | n. 1856     | [ 2 ] |
| ??             | Panagís Tsaldáris                                       | político (Primeiro-ministro)                              | Grécia        | n. 1868     |       |